# Partiella provstoppsavtalet

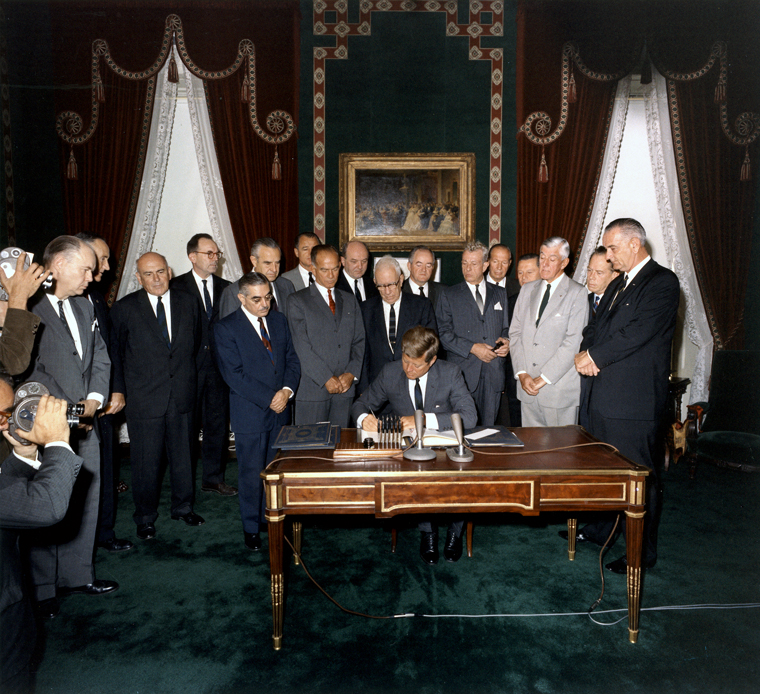
USA:s president John F. Kennedy undertecknar avtalet, 7 oktober 1963

Deltagande i partiella provstoppsavtalet
Signerat och ratificerat
Tillträtt
Endast signerat

Det partiella provstoppsavtalet (engelska: Treaty Banning Nuclear Weapon Tests in the Atmosphere, in Outer Space and under Water, ofta förkortat PTBT) är ett traktat som förbjuder kärnvapenprovsprängningar i atmosfären, i rymden och under vatten, men inte underjordiska sådana. Tidigare hade provsprängningar gjorts både i vatten och ovan mark, men en global oro för radioaktivt nedfall och påverkningar på miljö och hälsa ökade trycket på kärnvapenmakterna att göra något åt problemet.
Avtalet undertecknades av Sovjetunionen (representerat av utrikesminister Andrej Gromyko), Storbritannien (representerat av utrikesminister Alec Douglas-Home) och USA (representerat av utrikesminister Dean Rusk) i Moskva 5 augusti 1963. 124 stater har därefter undertecknat och ratificerat traktatet. Stater som är kända för att ha tillgång till atomvapen men ändå inte undertecknat avtalet är Kina, Frankrike och Nordkorea.
Då traktatet inte begränsade underjordiska tester, fick inte avtalet den tänkta effekten. Kärnvapenmakterna ökade till och med takten på kärnvapenprovsprängningarna efter 1963, och kärnvapenarsenalerna fördubblades mellan 1963 och 1970. Det skulle dröja till 1996 innan FN antog det fullständiga provstoppsavtalet (CTBT), som förhandlades fram på nedrustningskonferensen i Genève.
Frankrike slutade med atmosfäriska provsprängningar 1975 efter ett domslut i Internationella domstolen. Kinesiska atmosfäriska provsprängningar pågick fram till 1980. Efter 1980 har alla kärnvapenprovsprängningar varit underjordiska.